# エレーナ・バシレフスカヤ
- イェレーナ・ヴァシレフスカヤ

エレーナ・バシレフスカヤ（原語表記：Елена Васильевна Василевская、ラテン表記：Yelena Vasilevskaya、女性、1978年2月27日 - ）は、ロシアの元バレーボール選手。現役時代のポジションはセッター。元ロシア代表。

## 来歴
1997年、ロシア代表に初選出される。1990年代後半の代表チームの正セッターを務めた。同年11月のグラチャンで金メダル、1998年の世界選手権で銅メダルを獲得した。1999年からは主将を務める。同年のワールドカップではベストセッター賞に選ばれた。2000年、シドニー五輪では銀メダルを獲得した。
2009年、現役引退。

## 球歴
- オリンピック - 2000年
- 世界選手権 - 1998年
- ワールドカップ - 1999年
- 欧州選手権 - 1997年、1999年

## 受賞歴
- 1999年 ワールドカップ ベストセッター賞